# Montebello Vicentino
Montebello Vicentino – miejscowość i gmina we Włoszech, w regionie Wenecja Euganejska, w prowincji Vicenza.
Według danych na rok 2004 gminę zamieszkiwało 5766 osób, 274,6 os./km².